# Йеллинг, Хейли
Хейли Йеллинг — британская бегунья на длинные дистанции. Чемпионка Европы по кроссу в 2004 и 2009 годах. Победительница кросса Cross de San Sebastián 2007 года. Трёхкратная чемпионка Великобритании в беге на 5000 метров. На чемпионате мира по полумарафону 2003 года заняла 37-е место с результатом 1:14.52.
Её свояченица Элизабет Йеллинг также легкоатлетка.